# Andrei Stepanov
Andrei Stepanov (Tallinn, 16 marzo 1979) è un ex calciatore estone, di ruolo difensore centrale.

## Carriera
Si è trasferito alla squadra di Chimki prima della stagione 2007, dopo la retrocessione della sua precedente squadra, la Torpedo Mosca. Milita regolarmente nella Nazionale estone, in cui conta più di 70 presenze, e spesso gioca a fianco di Raio Piiroja a formare la coppia centrale in difesa. Proprio come Piiroja, ha giocato al Flora Tallinn sotto la guida di Teitur Þórðarson, vincendo tre campionati prima di trasferirsi nella Premjer Liga russa.

## Palmarès

### Club
- Campionato estone: 3

Flora Tallinn: 2001, 2002, 2003

### Individuale
- Calciatore estone dell'anno: 1

2004